# Anders Parmström
Anders Björn Erik ”Ankan” Parmström, född 16 februari 1942 i Solna, är en svensk före detta ishockeyspelare och tränare. Sedan 1984 har han ofta arbetat som expertkommentator, i ishockeysammanhang, i TV.

## Biografi
Parmström växte upp i Solna. Han har i en podcast-intervju sagt att han fick smeknamnet ”Ankan” vid tre eller fyra års ålder. Han vet inte varför, men det var många som under uppväxten på 1940-talet hette just Anders. I samma intervju dementerade han att det skulle ha att göra med att han vaggar när han går.
Åren 1960–1970 var han aktiv som ishockeyspelare och spelade alla sina elva säsonger för AIK i division 1, där han ingick i den klassiska ”kycklingkedjan”. Han har en gedigen bakgrund som ishockeytränare, bland annat har han tränat AIK i Elitserien under åtta säsonger och varit förbundskapten för Sveriges landslag mellan åren 1981 och 1984.
Efter tränarkarriären har Parmström gjort sig ett namn inom tv, där han blivit ”Ankan” med hela svenska folket. TV-karriären inleddes i Sveriges Television 1984, då han bytte arbete med Leif Boork som var den tidigare bisittaren till Arne Hegerfors, då Boork blev utsedd till förbundskapten. Hegerfors och Parmström blev på SVT radarparet ”Arne och Ankan” när de kommenterade matcher och var studiovärdar för Hockeykväll. År 2004 fortsatte de samarbetet i C More (dåvarande Canal+) med ett liknande studioprogram. Han kommenterade tillsammans med Hegerfors många VM, Canada Cup och OS, bland annat OS-finalen i Lillehammer 1994.
Han har även tillsammans med Hegerfors gjort den svenska röstversionen i dator- och tv-spelet NHL 06 från EA Sports och dess uppföljare, och de kommenterade några svenska e-sportmästerskap i ishockey på plats för Webhallen. Parmström avslutade karriären som kommentator 2016.